# 24422 Helentressa
24422 Helentressa è un asteroide della fascia principale. Scoperto nel 2000, presenta un'orbita caratterizzata da un semiasse maggiore pari a 2,3680425 UA e da un'eccentricità di 0,0439864, inclinata di 6,53698° rispetto all'eclittica.